# Fiore mio
Fiore mio è un film documentario del 2024 scritto e diretto da Paolo Cognetti.
Il film ha aperto la sessantacinquesima edizione del Festival dei popoli. Il titolo è tratto dalla canzone omonima di Andrea Laszlo De Simone che chiude il film.

## Trama
Estate 2022. Paolo Cognetti, insieme col cane Laki, sale verso le quote più alte del Monte Rosa cercando di capire perché a casa sua, nel villaggio di Estoul nel comune di Brusson, non c'è più acqua.
Lungo il percorso, incontra e intervista alcuni amici abitanti della valle di Gressoney come Remigio, Arturo Squinobal e la figlia Marta dell'Orestes Hutte (primo rifugio vegano delle Alpi), Corinne e Mia (del rifugio di Mezzalama), Sete, sherpa d'alta quota (al Quintino Sella al Felik, uno dei rifugi più alti d’Europa) e Vasco Brondi, presente in un cameo.

## Critica
La critica ha sottolineato come il film sfugga alla definizione classica di documentario per inserirsi nel dibattito sulla crisi climatica e ponga più domande che risposte, definendolo «opera di riflessione», «un omaggio sconfinato al Monte Rosa» e una «sessione di meditazione visiva tra le montagne» con «anche qualche sprazzo di eccentrica follia», che però non riesce a emozionare.